# Thouaré-sur-Loire

Thouaré-sur-Loire este o comună în departamentul Loire-Atlantique, Franța. În 2009 avea o populație de 7,586 de locuitori.